# Un descubrimiento prodigioso
Un descubrimiento prodigioso (Prodigieuse découverte et ses incalculables conséquences sur les destinées du monde, en francés) es una obra escrita por François-Armand Audoin y publicada en 1867 por Pierre-Jules Hetzel, erróneamente atribuida a Julio Verne hasta 1966. El libro se plantea la posibilidad del descubrimiento de la antigravedad y la revolución social, tecnológica y económica que provocaría en el mundo de su época. Observa además su efecto en las principales industrias del transporte y cómo estos intereses buscan evitar tal avance para proteger sus negocios.

## Argumento
Un día, París se amanece inundada por panfletos que anuncian un gran evento que ocurriría el 1 de junio en la Plaza de la Concordia. Los ciudadanos se sorprenden ya que nadie pudo ver a aquel que repartió los volantes y además estos aparecieron incluso en lugares inaccesibles desde la calle. El periódico llamado "El Universal" es el único que afirma que los panfletos fueron lanzados desde el aire usando alguna clase de vehículo. Al llegar el día anunciado, con una gran multitud reunida en la plaza, aparece un hombre enmascarado dando vueltas por los aires y, luego de tal demostración, el Universal es el único periódico que recibe una entrevista con tal personalidad. El inventor, que mantiene su incógnito firmando como X. Nagrien, consigue los fondos para construir una nave aérea enorme e invita a personalidades del ámbito científico, militar, económico y otros a un viaje capitaneado por él mismo.
Luego del éxito del primer viaje, se construye una nueva nave aérea y se parte a un segundo viaje. El relato termina contando cómo se encuentra una carta destinada al periódico inexistente "El Universal" del individuo X. Nagrien explicando cómo las compañías de ferrocarriles buscan encubrir su descubrimiento.

## Descubrimiento del autor
Hasta 1966 se creía que esta era una obra escrita por Verne, sin embargo, Simone Vierne, en Annales de Bretagne, número 3, de septiembre de 1966, publicó un artículo titulado L’authenticité de quelques œuvres de Jules Verne donde identifica al autor con el seudónimo X. Nagrien como François-Armand Audoin.